# Creseidae
Creseidae es una familia de moluscos del orden de los pterópodos.
Dentro de esta familia se encuentran los siguientes géneros:
- Boasia Dall, 1889
- † Bovicornu Meyer, 1886
- † Bowdenatheca R. L. Collins, 1934 †
- † Bucanoides Hodgkinson, 1992
- † Camptoceratops Wenz, 1923
- † Cheilospicata Hodgkinson, 1992
- Creseis Rang, 1828
- † Euchilotheca Fischer, 1882
- † Loxobidens Hodgkinson, 1992
- Styliola Gray, 1847
- † Thecopsella Munier-Chalmas, 1888
- Tibiella Meyer, 1884